# Traugott-Bender-Sportpark
Die Traugott-Bender-Sportpark ist eine Sportanlage im Stadtteil Hagsfeld der Stadt Karlsruhe mit Sport- und Familienbad, Cricket-Anlage, Fitness- und Gesundheitszentrum, Tennisanlagen sowie Beachvolleyball-Feldern. Benannt ist sie seit 1979 nach Traugott Bender, dem Mitgründer des SSC Karlsruhe und ehemaligen Justizminister Baden-Württembergs.
Das Gelände umfasst 60.000 m², darauf befinden sich drei Rasenspielfelder und ein Kunstrasenplatz. Das Hauptspielfeld ist mit Stehwällen umgeben, die etwa 9.400 Zuschauern Platz geben, darin Sitzbänke für etwa 600 Zuschauer.

## Geschichte
In der Planung der ab 1957 entstehenden Waldstadt waren Sporteinrichtungen zunächst nicht berücksichtigt worden. 1959 legte der Deutsche Sportbund das Aktionsprogramm „Zweiter Weg“ auf, das dem Grundgedanken „Sport für Jedermann“, also einem Erholungs-, Spiel- und Sportbedürfnis breiterer Volksschichten, entsprach. 1960 beschloss die Deutsche Olympische Gesellschaft den „Goldenen Plan“ zum Sport im Rathaus Karlsruhe.
Mit Gründung des FC Waldstadt 1962 und des SSC-Waldstadt 1967 begann die Suche nach Sportflächen. 1970 wurde der Bebauungsplan für das auf dem Areal zu errichtende Sportzentrum beschlossen, und 1971 begann der SSC Karlsruhe den Aufbau seiner Sportanlagen mit der Errichtung von vier Tennisplätzen.
In den folgenden Jahren stellten die Sportvereine weitere Sportanlagen fertig, so der SSC ein Sport- und Begegnungszentrum sowie die für alle Bürger offene Freizeitsporteinrichtung Spielweg, die unter anderem mit Trimmstationen, Großspielgeräten und Rollsportfeld ausgestattet war. 1982 wurde das Fächerbad eröffnet. Seit 1982 ist der Ski-Club Karlsruhe mit seinem Tennisheim und mehreren Tennisplätzen im Westen des Geländes ansässig. Die Sektion Karlsruhe des Deutschen Alpenvereins eröffnete 2003 eine Kletterhalle.
Am 3. Dezember 2001 schlossen sich die auf dem Gelände ansässigen Vereine und Institutionen in der Arbeitsgemeinschaft Traugott-Bender-Sportpark zusammen. Dies sind neben den oben genannten die Sport- und Gymnastikschule Karlsruhe, ein Berufskolleg zur Ausbildung von Sport- und Gymnastiklehrerinnen und -lehrern und die Kunstturnregion Karlsruhe, die seit 2007 mit ihrem Trainingszentrum Rudi-Seiter-Turnzentrum vertreten ist. Im Osten des Geländes befindet sich seit 2001 das Haus des Sports des Badischen Sportbunds. Anfang 2012 wurde die Sportkindertagesstätte Wirbelwind eröffnet, die mit dem SSC zusammenarbeitet.